# Hanna Sheehy-Skeffington
Johanna Mary Sheehy Skeffington (Kanturk, 24 maggio 1877 – Dublino, 20 aprile 1946) è stata un'attivista irlandese.
Insieme a suo marito Francis Sheehy Skeffington, Margaret e James Cousins fondò la Irish Women's Franchise League nel 1908 con l'obiettivo di concedere il diritto di voto alle donne.

## Biografia

### Infanzia e studi
Hanna Sheehy nacque da Elizabeth "Bessie" McCoy e da David Sheehy, un ex feniano e deputato del Partito Parlamentare Irlandese. Trascorse i suoi primi anni in un mulino e all'età di tre anni si trasferì con la famiglia a Loughmore, presso Tipperary. La famiglia era composta da 7 figli: uno di loro morì in età sconosciuta e vi sono poche notizie al riguardo, mentre gli altri erano Margaret (nata nel 1875), Eugene (nato nel 1882), Richard (nato nel 1884), Mary Sheehy Kettle (nata nel 1884) e Kathleen Cruise O'Brien (nata nel 1886). Uno dei suoi zii, padre Eugene Sheehy, era un noto sacerdote della Land League che venne arrestato per le sue attività, nonché uno degli insegnanti di Éamon de Valera a Limerick.
Quando il padre di Hanna divenne deputato nel 1887, la famiglia si trasferì a Hollybank, nei pressi di Dublino, dove visse accanto alla dimora del sindaco della città e autore di God Save Ireland Timothy Daniel Sullivan. Suo fratello Richard era un intimo amico di James Joyce, il quale cita gli Sheehy nel suo romanzo Ulisse definendo Bessie una "matriarca dell'arrampicata sociale", una descrizione alla quale l'interessata si oppose con veemenza. Joyce e suo fratello minore Stanislaus frequentarono abitualmente la casa degli Sheely tra il 1896 e il 1897.
All'età di 18 anni Hanna trascorse un breve periodo in Germania per farsi curare dalla tubercolosi. Dopo la laurea alla Royal University of Ireland, lavorò a Parigi come ragazza alla pari, indi tornò in Irlanda nel 1902. Iniziò a lavorare come insegnante nei pressi di Eccles Street e fu anche un'esaminatrice per la prova dell'Intermediate Certificate.

### Il matrimonio

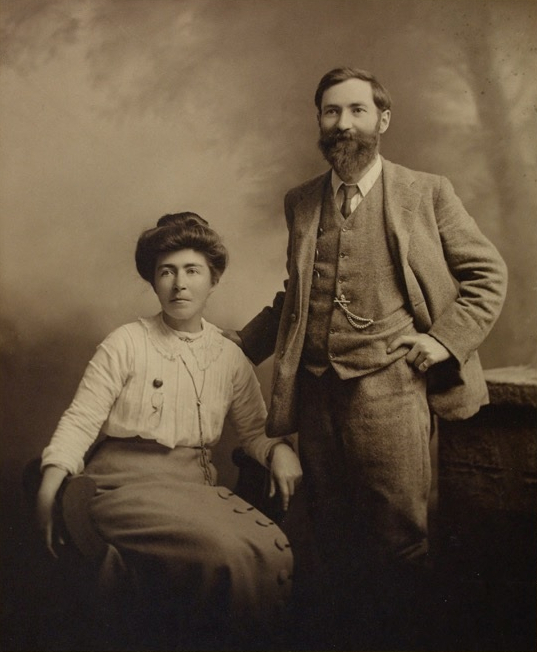
Hanna insieme al marito Francis Sheehy-Skeffington

Hanna conobbe Francis Skeffington grazie all'amico James Joyce, suo compagno di università. La coppia si sposò il 3 giugno 1903 alla University Chapel di St. Stephen's Green indossando i loro abiti della cerimonia di laurea in sostituzione dei tradizionali abiti nunziali. Entrambi assunsero il cognome Sheehy Skeffington come simbolo della loro stima reciproca, un gesto che venne visto dal padre di Francis come un atto di tradimento a nome della loro famiglia. Dalla loro unione nacque un figlio di nome Owen.

### Vita politica
Cresciuta in una famiglia fortemente repubblicana. Sheehy Skeffington fu influenzata da James Connolly e durante la serrata del 1913 si prodigò con altre suffragette al Liberty Hall per offrire cibo alle famiglie degli scioperanti.
Si attivò per il suffragio universale in Irlanda fondando l'Irish Women's Franchise League nel 1908 e la rivista The Irish Citizen con suo marito. I suoi forti legami repubblicani si intravidero anche quando fu coinvolta nella rivolta del 1916 consegnando messaggi e cibo al GPO.
Si oppose fermamente alla partecipazione alla prima guerra mondiale scoppiata nell'agosto 1914 e le fu impedito dal governo britannico di partecipare al Congresso internazionale delle donne tenutosi all'Aia nell'aprile successivo. Pochi mesi dopo suo marito venne incarcerato per attività antireclutamento per poi essere ucciso durante la rivolta di Pasqua. Sheehy Skeffington rifiutò il risarcimento per la morte del coniuge.
Sostenne lo Sinn Féin e nel dicembre del 1916 si recò negli Stati Uniti per sensibilizzare la popolazione riguardo alla lotta per l'indipendenza irlandese. Al suo ritorno divenne dirigente dello Sinn Féin, e nell'ottobre del 1917 fu l'unica rappresentante irlandese alla League of Small and Subject Nationalities dove, insieme a molti altri partecipanti, fu accusata di simpatie filotedesche. Pubblicò British Militarism as I Have Known It, bandito nel Regno Unito fino al primo dopoguerra, e al suo ritorno in Gran Bretagna fu imprigionata a Holloway. Dopo il suo rilascio partecipò all'Irish Race Convention del 1918 a New York e in seguito sostenne l'IRA contro il trattato anglo-irlandese durante la guerra civile.
Nel 1920 entrò a far parte della Dublin Corporation come consigliere e nel 1926 fu dirigente della Fianna Fáil. Durante gli anni '30 fu redattrice assistente di An Phoblacht, un giornale dell'esercito repubblicano irlandese. Nel gennaio 1933 fu arrestata a Newry per aver violato un ordine di esclusione che la bandiva dall'Irlanda del Nord. Al suo processo dichiarò: "Non riconosco alcuna partizione. Riconosco che non è un crimine essere nel mio paese. Mi vergognerei del mio nome e di quello di mio marito assassinato se lo facessi... Lunga vita alla Repubblica!". Venne quindi condannata a un mese di reclusione.
Alle elezioni generali del 1943 si candidò alla Dáil come indipendente nel collegio elettorale di Dublino sud, ottenendo 917 voti (1,7%) e non venendo eletta.

### Attività femministe
Sheehy Skeffington fu membro fondatore dell'Irish Women Workers 'Union e si oppose profondamente all'imperialismo britannico in Irlanda. Fu cara amica della sindacalista e suffragetta Cissie Cahalan e aiutò a fondare la Irish Women's Franchise League nel novembre 1908 con suo marito Francis, Margaret e James Cousins. Nata con solo dodici membri fondatori, l'IWFL crebbe fino a diventare uno dei più grandi gruppi di suffragio esistenti all'inizio del XX secolo. L'organizzazione militò per l'indipendenza irlandese, per il suffragio universale e per i diritti delle donne in generale.
Il 13 giugno 1912 Sheehy Skeffington venne arrestata insieme ad altre sette donne per aver infranto le vetrate del Castello di Dublino. Il 20 giugno seguente venne condannata insieme alle altre suffragette Margaret Palmer e alle sorelle Jane e Margaret Murphy. Dopo due mesi nella prigione di Mountjoy furono loro concessi i privilegi dei prigionieri politici e vennero rilasciate.
Nel novembre 1913 Sheehy Skeffington tentò di presentare dei volantini al leader del partito conservatore Bonar Law e al leader unionista dell'Ulster Sir Edward Carson. Venne nuovamente arrestata dopo aver aggredito un agente di polizia e ritornò alla prigione di Mountjoy, dove intraprese uno sciopero della fame per cinque giorni fino al suo rilascio. Nello stesso anno perse il suo lavoro di insegnante alla Rathmines School of Commerce per il suo continuo coinvolgimento nella militanza femminista.
Insieme a Maud Gonne e a Charlotte Despard contribuì a fondare la Women's Prisoners' Defense League per salvare oltre 7000 repubblicani che erano stati imprigionati a seguito della guerra civile irlandese.
Nel gennaio 1933 entrò nell'Irlanda del Nord, pur essendole proibito per le sue attività precedenti, per parlare a nome delle prigioniere repubblicane detenute nel carcere di Armagh. Venne successivamente arrestata e trattenuta per quindici giorni.
Nel 1937 divenne membro fondatore della Women's Social and Progressive League, a causa della sua insoddisfazione per alcune parti della nuova costituzione irlandese relative ai diritti delle donne.

### The Irish Citizen
Il The Irish Citizen era un giornale femminista fondato da Hanna Sheehy Skeffington e Margaret Cousins. Fu pubblicato per la prima volta il 25 maggio 1912 come settimanale di otto pagine. Nel giugno 1912 vendeva 3.000 copie e raggiungeva fino a 10.000 lettori. Il suo motto era "Per uomini e donne allo stesso modo i diritti di cittadinanza. Per uomini e donne ugualmente i doveri di cittadinanza".
I temi trattati dalla rivista riguardavano l'home rule, il nazionalismo e il femminismo, e fu la principale valvola di espressione per le suffragette. Una delle autrici della rivista fu Lillian Metge. Hanna Sheehy Skeffington assunse la carica di redattrice che era appartenuta a suo marito a fasi alterne fino al 1920, quando la pubblicazione cessò di esistere.

### Le conferenze negli Stati Uniti
Dopo il verdetto della corte marziale di Bowen-Colthurst relativo alla morte del marito, Hanna Sheehy Skeffington non ne fu soddisfatta e decise di portare la sua storia negli Stati Uniti, dove trascorse 19 mesi prendendo parte a oltre 250 riunioni.
Apparve per la prima volta il 6 gennaio 1917 alla Carnegie Hall di New York, poi viaggiò nel New England e nell'Est. Il Pittsfield Daily News ne esaltò l'equilibrio e l'autocontrollo. Si rivolse alle grandi folle di New Haven, Springfield, Westfield, Hartford, Bridgeport, Lawrence, Meriden, Torrington, Fitchburg, New Bedford, Salem, Lowell, Worcester, Malden, Holyoke e Waterbury. Fu oratrice anche alla Columbia University e ad Harvard.
Nel gennaio 1918 ricevette una petizione dalle donne del Cumann na mBan che rivendicava l'indipendenza dell'Irlanda e che faceva appello al presidente Thomas Woodrow Wilson affinché includesse l'Irlanda tra le piccole nazioni per la cui libertà gli Stati Uniti stavano combattendo".

### Commemorazione

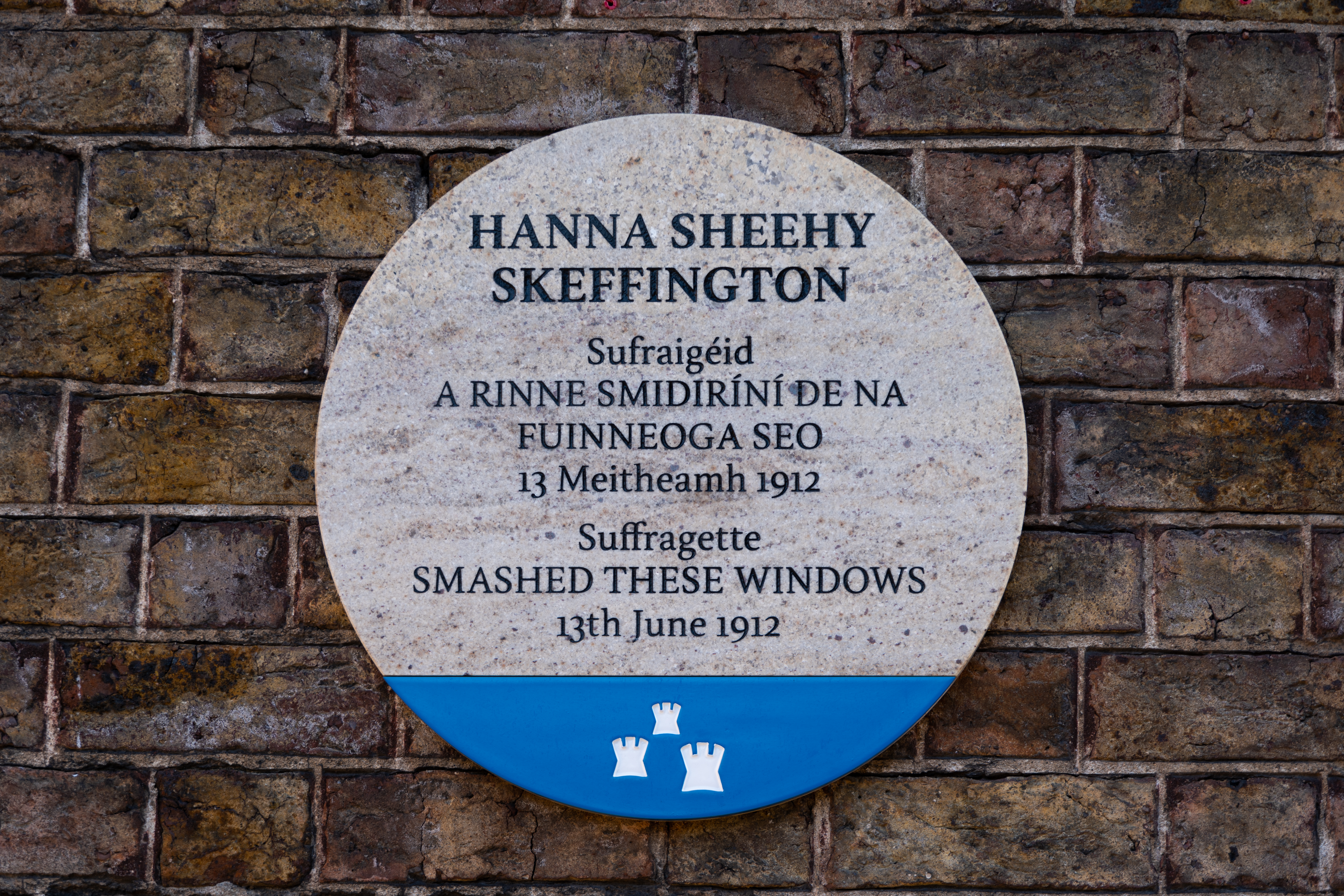
Targa che ricorda la rottura delle finestre di Hannah Sheehy Skiffington

Morì all'età di 68 anni a Dublino ed è sepolta con suo marito nel cimitero di Glasnevin. Il suo nome e la sua foto (e quelli di altre 58 sostenitrici del suffragio femminile) sono presenti sul piedistallo della statua di Millicent Fawcett di Parliament Square a Londra, inaugurata nel 2018.
Sul lato di Ship Street del Castello di Dublino vi è una targa blu che commemora la rottura delle finestre di Sheehy Skeffington durante una protesta per il diritto di voto delle donne. Le sue carte sono conservate nella National Library of Ireland come parte della collezione Sheehy Skeffington Papers.